# 야히아 포파나
야히아 포파나(프랑스어: Yahia Fofana, 2000년 8월 21일 ~ )는 리그 1의 앙제에서 골키퍼로 활약하고 있는 코트디부아르의 축구 선수이다. 프랑스에서 태어난 그는 코트디부아르 국가대표팀에서 뛰고 있다.

## 구단 경력

### 르아브르
2019년 7월 4일, 르아브르의 아카데미 소속인 포파나는 2022년까지 계약이 지속되는 첫 프로 계약을 체결했다. 그의 데뷔 전은 얼마 지나지 않아 8월 13일, 클레르몽과의 쿠프 드 라 리그 경기에 선발 출전했다. 이 경기는 클레르몽이 1-1로 비긴 후 승부차기에서 4-3으로 이겼다.
포파나의 쿠프 드 프랑스 데뷔 전은 2021년 1월 19일에 치렀는데, 그의 팀은 파리에 1-0으로 패했다. 1월 30일, 그는 리그 2에서 첫 경기를 치렀는데, 마티외 고글랭이 0-0으로 비긴 샤무아 니오르와의 경기에서 레드카드를 받은 후 교체로 들어갔다. 2021-22 시즌, 그는 르아브르에서 주전 골키퍼로 1군에 진입했고, 선발 순위에서 고글랭을 앞질렀다.

### 앙제
2022년 5월 30일, 포파나는 리그 1의 앙제와 4년 계약을 맺었고, 르아브르 계약이 만료되면서 입단했다.

## 국가대표팀 경력
프랑스에서 태어난 포파나는 코트디부아르 혈통이다. 그는 수년에 걸쳐 U-16, U-17, U-18 및 U-19 레벨에서 프랑스를 대표했다.
포파나는 2023년 9월에 열린 2023년 아프리카 네이션스컵 예선 경기를 위해 코트디부아르 국가대표팀에 소집되었다. 그는 2023년 9월 9일, 레소토와의 경기에서 1-0으로 승리하며 데뷔했다.
2023년 12월, 포파나는 코트디부아르의 2023년 아프리카 네이션스컵 선수단에 이름을 올렸고 대회에서 우승했다.

## 수상
코트디부아르
- 아프리카 네이션스컵 : 2023[15]